# أحمد بن منيع
أحمد بن منيع ابن عبد الرحمن، أبو جعفر البغوي ثم البغدادي، (160 - 244 هـ) محدث، ومؤلف أحد المسانيد العشرة. أصله من مرو الروذ، رحل وجمع وصنف «المسند». ولد في سنة ستين ومائة. وسبطه مسند وقته أبو القاسم البغوي. مات في شوال سنة أربع وأربعين ومائتين.

## روايته للحديث النبوي
- حدث عن: هشيم، والحسن بن موسى الأشيب، وعباد بن العوام، وسفيان بن عيينة، ومروان بن شجاع، وعبد العزيز بن أبي حازم، وعبد الله بن المبارك، وعلي بن هاشم البريدي.
- حدث عنه: الستة، لكن البخاري بواسطة، وسبطه مسند وقته أبو القاسم البغوي، وعبد الله بن ناجية، ويحيى بن صاعد، وإسحاق بن جميل، وخلق سواهم.
- أقوال العلماء فيه: قال أبو حاتم الرازي: صدوق. وقال أبو نصر السجزي : ثقة. وقال أبو يعلى الخليلي: يقرب من أحمد بن حنبل وأقرانه في العلم. وقال أحمد بن شعيب النسائي: ثقة. وقال ابن حجر العسقلاني : ثقة حافظ. وقال الدراقطني: لا بأس به. وقال الذهبي: الحافظ صاحب المسند. وقال صالح بن محمد جزرة: ثقة. وقال مسلمة بن القاسم الأندلسي: ثقة.[3]